# Super Wings
Super Wings (koreanisch 출동! 슈퍼윙스, RR Chuldong! Syupeo Wingseu, chinesisch 超级飞侠, Pinyin Chāojí fēi xiá) ist eine südkoreanisch-chinesisch-amerikanische 3D-Animationsserie, die seit 2015 produziert wurde. Neben der Serie werden die Figuren auch als Spielzeug und Merchandising-Artikel vermarktet.

## Handlung
Der rote Jett ist das beste und schnellste Strahlflugzeug der Welt und immer fröhlich drauf. Jeden Tag liefert er Pakete an Kinder aus allen Regionen der Welt. Die Aufträge und Informationen erhält er dabei von dem Fluglotsen Roger (ab Staffel 2 Fluglotsin Joy (Super RTL)). Auf seinen Wegen erlebt er viele Abenteuer und muss sich immer neuen Herausforderungen stellen. Dabei helfen ihm seine besten Freunde, die wandlungsfähigen Flugzeuge Super Wings. Diese verfügen über unterschiedliche Begabungen und Talente und helfen ihm immer.

## Produktion und Veröffentlichung
Erstmals angekündigt wurde die Serie im September 2013. Sie wird seit 2015 in südkoreanischer, chinesischer und US-amerikanischer Produktion produziert. Regie führen hierbei Benjie Randall und Josh Selig und die Musik stammt von Seung Hyuk Yang.
Die deutsche Erstausstrahlung erfolgte am 25. Januar 2017 auf KIKA. Seit April 2019 strahlt Super RTL die zweite Staffel der Serie aus. Dabei wurden Charaktere ausgetauscht bzw. neue ergänzt und neue Synchronsprecher verwendet. Die Handlung bleibt erhalten, außer, dass nun (fast) immer mindestens zwei Super Wings zur Hilfe gerufen werden. Zudem werden einige Folgen als DVD und Blu-ray und auf Video-on-Demand-Plattformen vermarktet und die Audio-CD Super Wings, Hörspiel 1: Schlittenfahren in der Wüste veröffentlicht.

## Staffeln und Figuren

### Die Super Wings

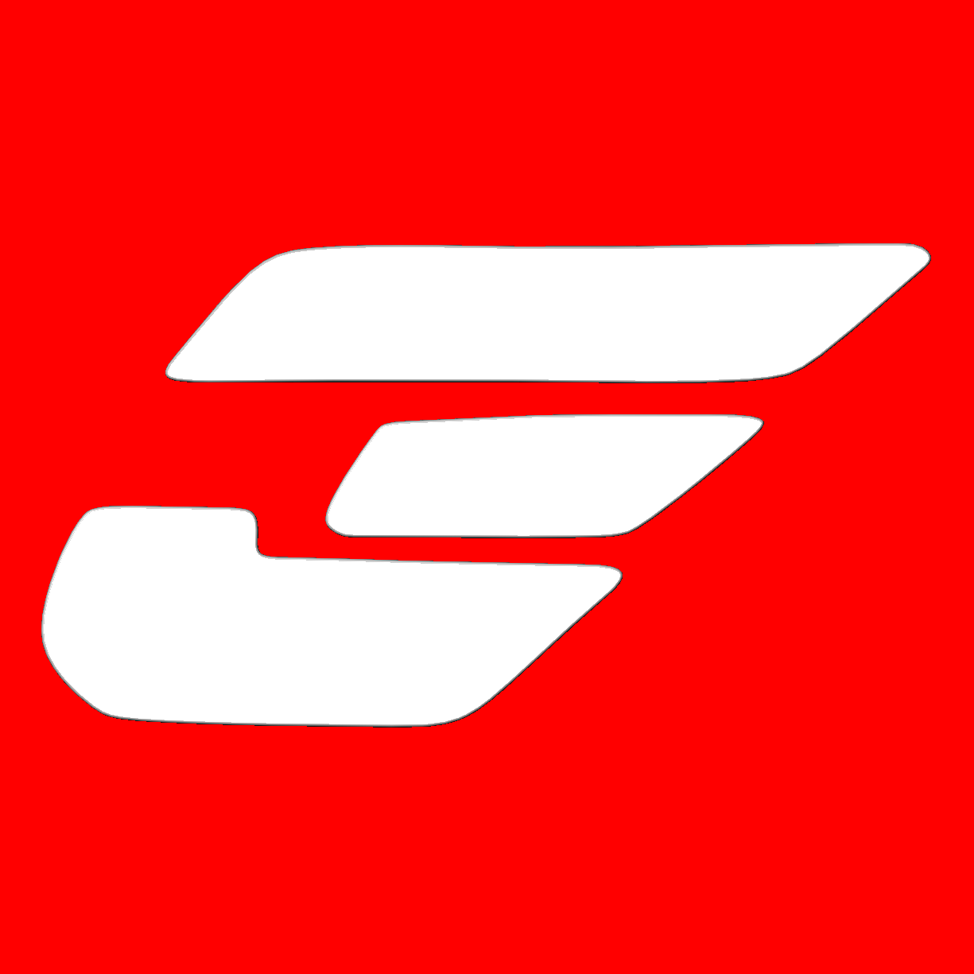
Banner von Jett

Jett ist „das beste und schnellste Düsenflugzeug der Welt“. Er liebt es, Pakete an Kinder auf der ganzen Welt auszuliefern. Wenn er dabei vor Probleme gestellt wird, ruft er seine Freunde – die Super Wings.

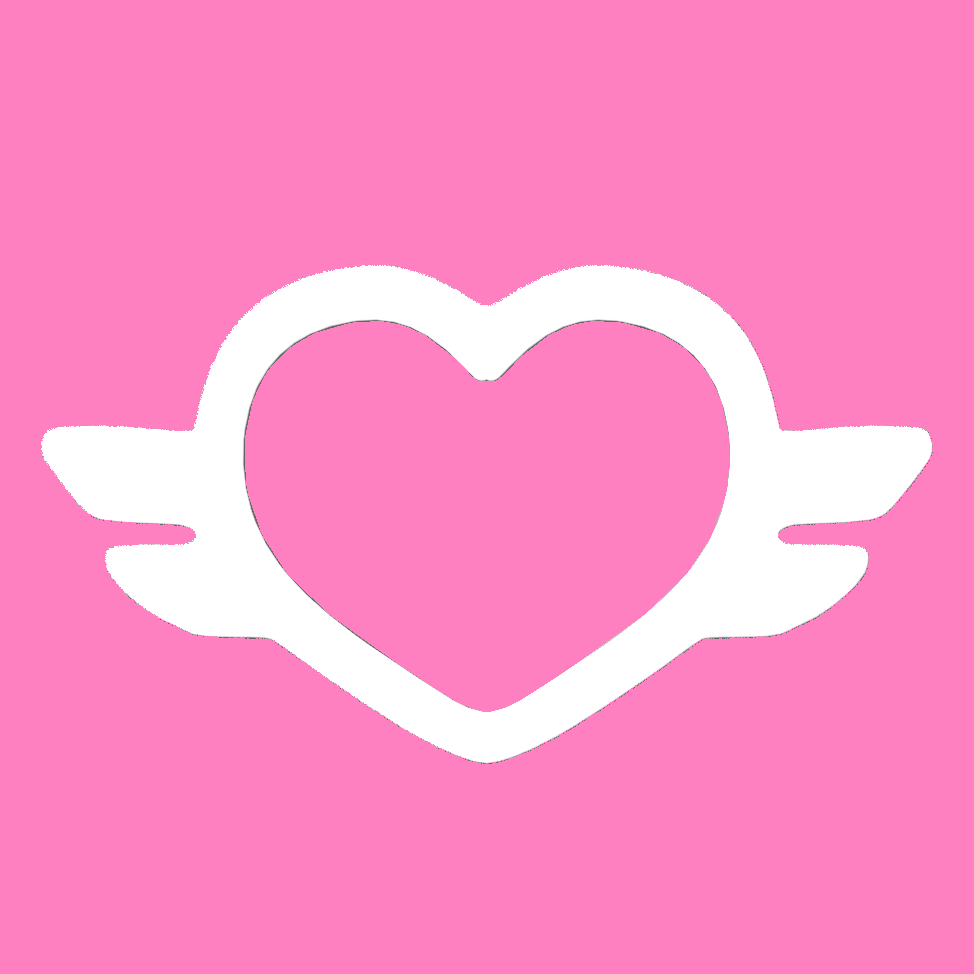
Banner von Dizzy

Dizzy verlässt niemals ohne ihr Rettungsseil und ihre Notfallausrüstung den Flughafen, denn Dizzy ist ein Rettungshubschrauber. Sie liebt Jett wie einen kleinen Bruder und hilft ihm immer gern aus brenzligen Situationen.

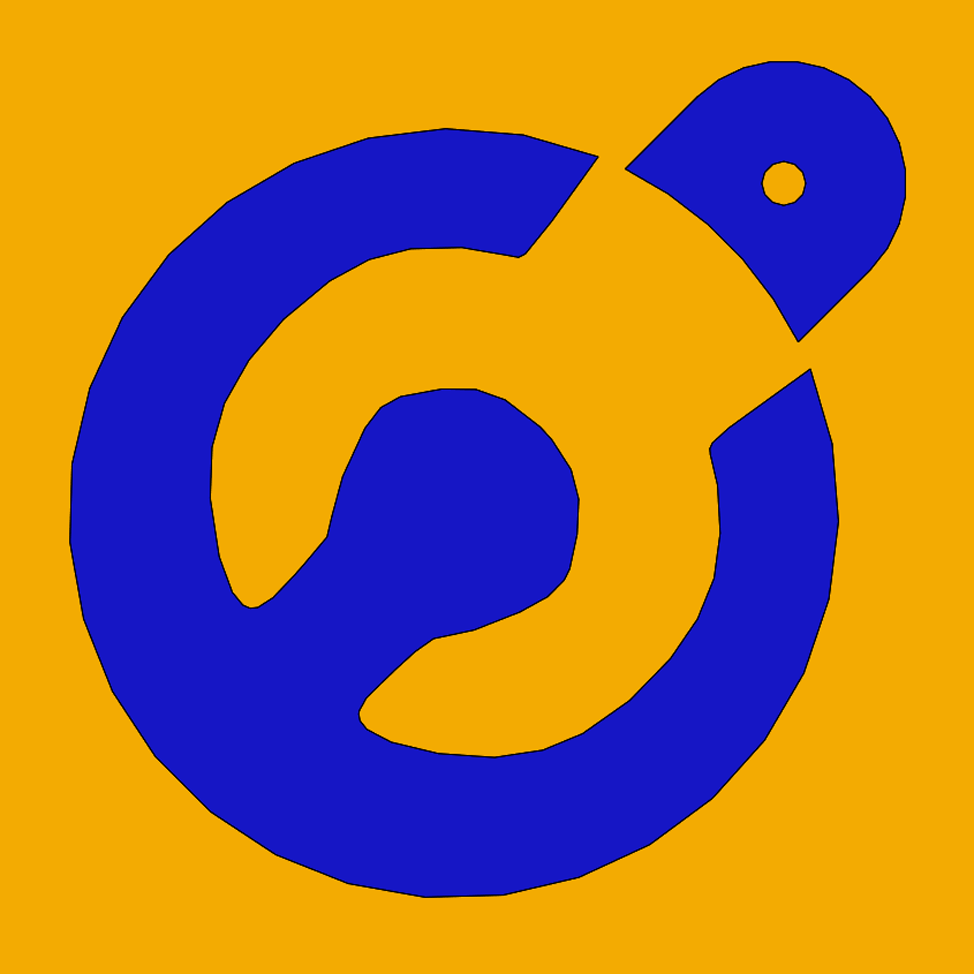
Banner von Donnie

Donnie ist das Propellerflugzeug unter den Super Wings. Er ist mit sämtlichen Werkzeugen ausgestattet und kann alles reparieren. Donnie ist aber auch sehr naiv und glaubt alles, was man ihm erzählt. Das stellt die Super Wings manchmal vor ein paar Probleme.

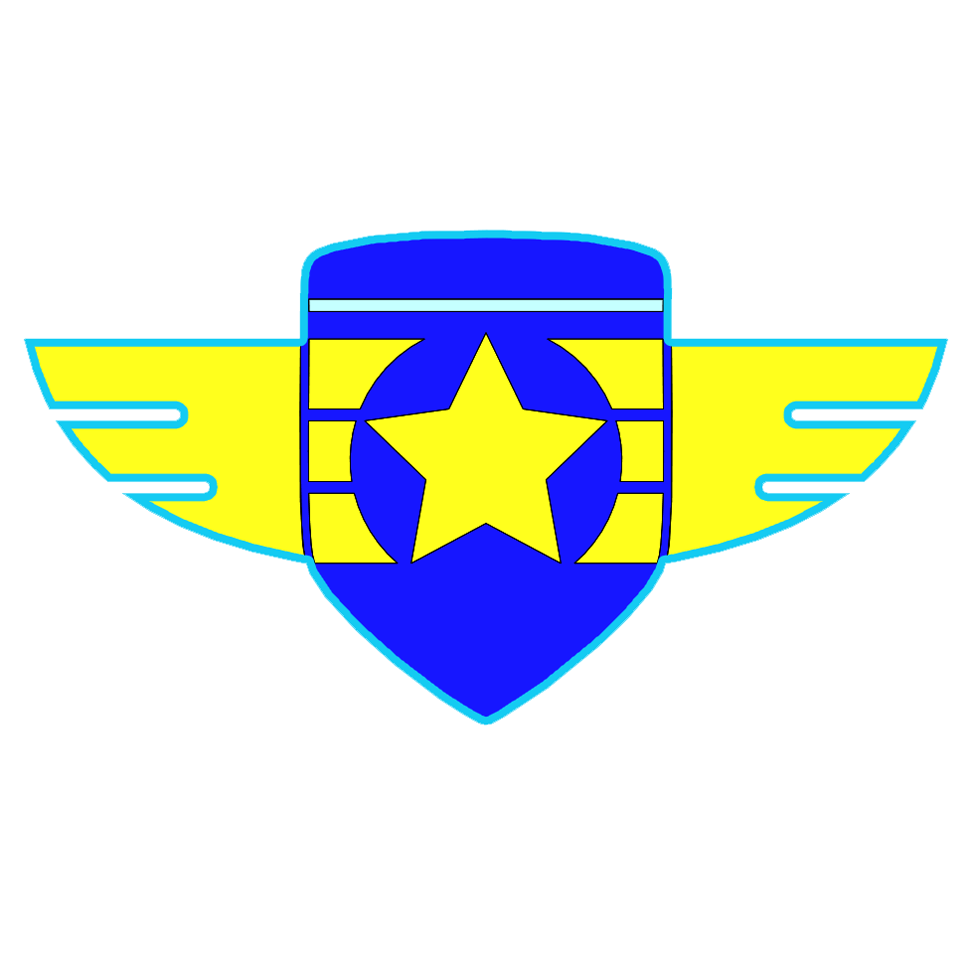
Banner von Paul

Paul ist das Polizeiflugzeug des Flughafens. Er sorgt auf dem ganzen Gelände für Sicherheit. Außerdem hilft er Jett, den Unterschied von Recht und Unrecht zu verstehen.

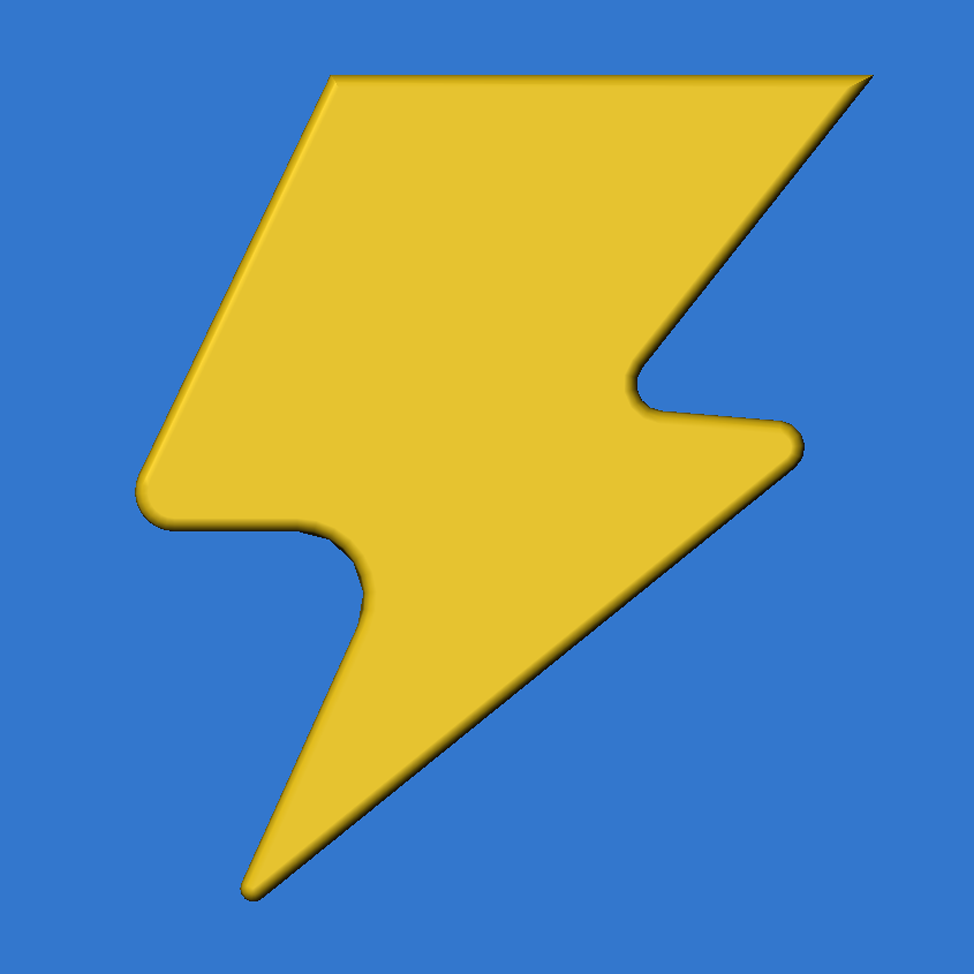
Banner von Jerome

Jerome ist ein Kunstflieger, der sehr gerne tanzt. Er liebt das Scheinwerferlicht und lässt keine Gelegenheit aus, um sich mit Jett zu messen.
Bello ist ein abenteuerlustiger Buschflieger. Er weiß alles über die Tiere auf der ganzen Welt und spricht sogar ihre Sprache.
Mira ist ein grünes Wasserflugzeug und kann sogar tauchen.
Onkel Albert ist ein Doppeldeckerflugzeug und hat ein langes und interessantes Leben hinter sich. Er hat schon so viel erlebt, dass er sich nicht mehr an alles erinnert. Trotzdem gibt er Jett und seinen Freunden immer wieder gern hilfreiche Ratschläge.
Big Wing ist ein freundliches und hilfsbereites, im vorderen Bereich doppelstöckiges Großraumflugzeug, das, im Vergleich zu reellen Flugzeugen, verhältnismäßig sehr kurz wirkt. Sein Aussehen erinnert an eine stark überzeichnete Boeing 747-SP.

### Ab Staffel 2 (Super RTL)
- Astra ist eine Raumfähre.
- Ace ist ein Spionageflugzeug (Agent Chase oder Chase).
- Flip ein abenteuerlustiger Jet in Ausbildung zum Paketboten.
- Todd ist ein Flugzeug mit einem Bohrkopf an der Nase.
- Nea (Neo) ist ein Hover-Flugzeug und betreibt das Paketzentrum.
- Papa Wheels ist ein freundlicher Lastwagen.

### Sonstige Figuren
- Roger ist der Fluglotse am Flughafen. Er ist stets gut gelaunt und hilfsbereit und weiß viel über die Länder, in die er Jett schickt.  Er taucht auch im Hintergrund in jedem der Länder auf, die Jett und seine Freunde besuchen.
- Joy ist die quirlige Fluglotsin, die Jett ab Staffel 2 seine Aufträge gibt.
- Roy ist der Gepäckwagen am Flughafen. Er würde auch gerne fliegen und Abenteuer erleben.

## Episodenliste

### Staffel 1
| Folge | deutscher Titel               | Zielort                  | Super Wing     | englischer Titel        | deutsche Erstausstrahlung | Laufnummer |
| 1     | Drachenfliegen leicht gemacht | Himalaya                 | Dizzy          | The Right Kite          | 25. Januar 2017           | 1          |
| 2     | Schattenspiele                | Peking                   | Donnie         | Shadow Play             | 25. Januar 2017           | 2          |
| 3     | Einladung zum Maskenball      | Venedig                  | Paul           | Great Gondolas          | 26. Januar 2017           | 3          |
| 4     | Ein Lava spuckender Vulkan    | Hawaii                   | Donnie         | Aloha Adventure         | 26. Januar 2017           | 4          |
| 5     | Königliche Hundebabys         | England                  | Jerome         | Puppies For A Princess  | 27. Januar 2017           | 5          |
| 6     | Schlittenfahren in der Wüste  | Marokko                  | Dizzy, Donnie  | Sahara Sled             | 27. Januar 2017           | 6          |
| 7     | Monster im Garten             | Hollywood                | Jerome         | Lights, Camera, Action! | 28. Januar 2017           | 7          |
| 8     | Seeungeheuerliches Schottland | Schottland               | Mira           | Bubble Trouble          | 28. Januar 2017           | 8          |
| 9     | Karneval in Rio               | Rio de Janeiro           | Jerome         | Samba Spectacular       | 29. Januar 2017           | 9          |
| 10    | Eine Jurte voller Sterne      | Mongolei                 | Onkel Albert   | Mongolian Stars         | 29. Januar 2017           | 10         |
| 11    | Schnelllaufschuhe             | Kenia                    | Bello          | Race Against Time       | 30. Januar 2017           | 11         |
| 12    | Im Land der Pyramiden         | Ägypten                  | Dizzy          | The Pyramid Kid         | 30. Januar 2017           | 12         |
| 13    | Lampenfieber auf dem Eis      | Vancouver                | Onkel Albert   | Cold Feet               | 31. Januar 2017           | 13         |
| 14    | Trommelfest                   | Kongo                    | Bello          | Gorilla Band            | 31. Januar 2017           | 14         |
| 15    | Allein auf großer Bühne       | Moskau                   | Donnie         | Balancing Act           | 01. Februar 2017          | 15         |
| 16    | Papierfliegerei               | Japan                    | Donnie         | Paper Rangers           | 01. Februar 2017          | 16         |
| 17    | Im Wikingercamp               | Norwegen                 | Mira           | Viking Voyage           | 02. Februar 2017          | 17         |
| 18    | Schlittenhunderennen          | Grönland                 | Dizzy          | Artic Run               | 02. Februar 2017          | 18         |
| 19    | Fliegende Riesentorte         | Paris                    | Dizzy          | A Winning Recipe        | 03. Februar 2017          | 19         |
| 20    | Auf Gespensterjagd            | Rumänien                 | Dizzy          | Follow That Ghost       | 03. Februar 2017          | 20         |
| 21    | Lieblingsstar hautnah         | Vietnam                  | Dizzy          | Pop Star                | 04. Februar 2017          | 21         |
| 22    | Scheue Paradiesvögel          | Papua-Neuguinea          | Onkel Albert   | Feathered Friends       | 04. Februar 2017          | 22         |
| 23    | Schwingt die Pinsel!          | Niederlande              | Donnie         | Paint Pals              | 05. Februar 2017          | 23         |
| 24    | Geburtstagsfeier in Mexiko    | Mexiko                   | Paul           | Fiesta! Fiesta!         | 05. Februar 2017          | 24         |
| 25    | Elefantenbabybad              | Thailand                 | Jerome         | Boonying’s Bath         | 06. Februar 2017          | 25         |
| 26    | Essen mit Familie             | Seoul                    | Dizzy          | Family Time             | 06. Februar 2017          | 26         |
| 27    | Show vor großem Publikum      | New York City            | Donnie         | Acting Up               | 07. Februar 2017          | 27         |
| 28    | Seifenkistenrennen            | Monaco                   | Paul           | Fast Track              | 07. Februar 2017          | 28         |
| 29    | Käsejagd                      | Schweiz                  | Dizzy          | Cheese Chase            | 08. Februar 2017          | 29         |
| 30    | Entlaufener Dinosaurier       | Dänemark                 | Donnie         | Runaway Rex             | 08. Februar 2017          | 30         |
| 31    | Verlorene Fundstücke          | Simbabwe                 | Onkel Albert   | Zebra Scouts            | 09. Februar 2017          | 31         |
| 32    | Australische Tiere            | Australien               | Bello          | Aussie Animals          | 09. Februar 2017          | 32         |
| 33    | Verirrte Pinguine             | Neuseeland               | Dizzy          | Penguin Parade          | 10. Februar 2017          | 33         |
| 34    | Moritz, der Zauberer          | Wien                     | Dizzy          | The Amazing Moritz      | 10. Februar 2017          | 34         |
| 35    | Ausflug ins All               | China                    | Donnie         | Blast Off               | 11. Februar 2017          | 35         |
| 36    | Feuer im Wald                 | Schwarzwald              | Dizzy          | Fireman Dad             | 11. Februar 2017          | 36         |
| 37    | Auf der Suche nach Marek      | Prag                     | Jerome         | Square Search           | 12. Februar 2017          | 37         |
| 38    | Alle Farben der Welt          | Indien                   | Jerome         | Flying Colors           | 12. Februar 2017          | 38         |
| 39    | Piratenschatzsuche            | Britische Jungferninseln | Dizzy          | Pirate Booty            | 13. Februar 2017          | 39         |
| 40    | Echte Piloten                 | Peru                     | Big Wing       | Flight Fans             | 13. Februar 2017          | 40         |
| 41    | Verschwundenes Spielzeug      | Südafrika                | Paul           | Toy Trackers            | 14. Februar 2017          | 41         |
| 42    | Löwentanz                     | Taiwan                   | Donnie, Jerome | Lion Dance              | 13. Februar 2017          | 42         |
| 43    | Rasante Fahrt im Dunkeln      | Bolivien                 | Donnie         | Miner Problem           | 15. Februar 2017          | 43         |
| 44    | Gigantischer Schneemann       | Finnland                 | Donnie         | Snow Ballin             | 15. Februar 2017          | 44         |
| 45    | Endlich ein Fahrrad           | Bangladesch              | Donnie         | Wheel Good Time         | 16. Februar 2017          | 45         |
| 46    | Rasender Inselzug             | Santorin                 | Donnie, Roy    | Santorini Choo Choo     | 16. Februar 2017          | 46         |
| 47    | Fliegender Teddybär           | London                   | Jerome         | Rain Ride               | 17. Februar 2017          | 47         |
| 48    | Freunde unter Wasser          | Malediven                | Mira           | Fish Friends            | 17. Februar 2017          | 48         |
| 49    | Fühl die Musik!               | Jamaika                  | Mira           | Jamaican Waves          | 18. Februar 2017          | 49         |
| 50    | Ritterspiele                  | Toledo                   | Paul           | The Good Knight         | 18. Februar 2017          | 50         |
| 51    | Wünsche aus der Wunderlampe   | Türkei                   | Dizzy          | Wish Upon A Jett        | 19. Februar 2017          | 51         |
| 52    | Chaos auf dem Bauernhof       | Südfrankreich            | Donnie         | Farmer Jett             | 19. Februar 2017          | 52         |

### Staffel 2
| Folge | deutscher Titel                   | Zielort         | Super Wing                                 | englischer Titel           | deutsche Erstausstrahlung | Laufnummer |
| 1     | Chaos in Hong Kong                | Hongkong        | Astra, Paul, Mira                          | It came from Hong Kong     | 29. April 2019            | 53         |
| 2     | Die Suche nach dem Yeti           | Bhutan          | Dizzy, Agent Chase                         | Yeti Quest                 | 30. April 2019            | 54         |
| 3     | Schwimmende Schweinchen           | Bahamas         | Mira, Dizzy, Donnie                        | Swimming Pigs              | 2. Mai 2019               | 55         |
| 4     | Das Muskelpaket                   | Athen           | Donnie, Jerome                             | The great inflate          | 3. Mai 2019               | 56         |
| 5     | Team Tango                        | Buenos Aires    | Paul, Jerome                               | Team Tango                 | 29. April 2019            | 57         |
| 6     | Eisbären und Eisberge             | Alaska          | Dizzy, Bello                               | Tip of the Iceberg         | 7. Mai 2019               | 58         |
| 7     | Hilfe in den Alpen                | Schweizer Alpen | Astra, Dizzy, Todd                         | Alp Help                   | 8. Mai 2019               | 59         |
| 8     | Eine große Idee                   | Peru            | Dizzy, Donnie, Jerome, Papa Wheels, Todd   | Think big                  | 9. Mai 2019               | 60         |
| 9     | Gefahr auf der Baustelle          | Dubai           | Dizzy, Donnie, Todd                        | Dubai fly by               | 10. Mai 2019              | 61         |
| 10    | Riesige Roboter                   | Südkorea        | Donnie, Astra                              | The Jeju Giant             | 13. Mai 2019              | 62         |
| 11    | Ein pelziger Ausreißer            | Chengdu         | Paul, Onkel Albert                         | Panda-Monium               | 14. Mai 2019              | 63         |
| 12    | Das Riesenbaby                    | Dublin          | Donnie, Onkel Albert                       | The large little laddie    | 15. Mai 2019              | 64         |
| 13    | Trickreiche Trolle                | Norwegen        | Onkel Albert, Bello, Todd                  | Tricky Trolls              | 16. Mai 2019              | 65         |
| 14    | Der Riesendino                    | Drumheller      | Donnie, Paul                               | Magno Dino                 | 17. Mai 2019              | 66         |
| 15    | Reise in die Vergangenheit (1)    | Dordogne        | Onkel Albert                               | Trip to times past (1)     | 21. Oktober 2019          | 67         |
| 16    | Reise in die Vergangenheit (2)    | Dordogne        | Onkel Albert, Dizzy, Donnie                | Trip to times past (2)     | 21. Oktober 2019          | 68         |
| 17    | Fröhliches Halloween              | Sleepy Hollow   | Jerome, Bello                              | Happy Halloween            | 20. Mai 2019              | 69         |
| 18    | Der kleine Detektiv               | London          | Agent Chase, Mira                          | Junior Detective           | 21. Mai 2019              | 70         |
| 19    | Julios Homerun                    | Kuba            | Astra, Onkel Albert                        | Home Run Julio             | 20. Mai 2019              | 71         |
| 20    | Die Waffelteig-Welle              | Belgien         | Todd, Donnie, Papa Wheels                  | Waffle Mix-Up              | 23. Mai 2019              | 72         |
| 21    | Sheriff Susanna                   | Wyoming         | Dizzy, Donnie                              | The Super Seven            | 22. Oktober 2019          | 73         |
| 22    | Jett und der Wal                  | Fidschi         | Mira, Agent Chase                          | Whale Tale                 | 23. Oktober 2019          | 74         |
| 23    | Verschwunden im Bermuda-Dreieck   | Hamilton        | Dizzy, Mira, Agent Chase                   | The Bermuda Blunder (1)    | 24. Oktober 2019          | 75         |
| 24    | Verschwunden im Bermuda-Dreieck   | Hamilton        | Dizzy, Mira, Agent Chase                   | The Bermuda Blunder (2)    | 25. Oktober 2019          | 76         |
| 25    | Lach, Prinz, lach!                | Liechtenstein   | Onkel Albert, Jerome                       | Laugh, Prince, Laugh       | 28. Oktober 2019          | 77         |
| 26    | Das Piano Problem                 | Salzburg        | Dizzy, Donnie, Jerome                      | Piano Panic                | 29. Oktober 2019          | 78         |
| 27    | Die Brieffreundin vom Mars        | Chile           | Donnie, Astra                              | Mission on Mars            | 30. Oktober 2019          | 79         |
| 28    | Weihnachten in Australien         | Sydney          | Donnie, Bello, Astra                       | Christmas Down Under       | 26. November 2019         | 80         |
| 29    | Von Singapur nach Ecuador         | Singapur        | Todd                                       | Drills and Thrills         | 30. Oktober 2019          | 81         |
| 30    | Der Drache fliegt                 | Krakau          | Astra, Agent Chase                         | The Dragon Flies           | 31. Oktober 2019          | 82         |
| 31    | Immer der Nase nach               | Malaysia        | Dizzy, Todd                                | Sniff Test                 | 5. November 2019          | 83         |
| 32    | Der rollende Riesenkürbis         | Ludwigsburg     | Dizzy, Paul, Agent Chase                   | The Pumpkin Roll           | 6. November 2019          | 84         |
| 33    | Verzwickter Zwillings-Zwist       | Indonesien      | Astra, Flip                                | Doubles Trouble            | 7. November 2019          | 85         |
| 34    | Schnee in der Wüste               | Namibia         | Donnie, Bello, Astra                       | Snow on the go             | 8. November 2019          | 86         |
| 35    | Die Suche nach der Meerjungfrau   | Kopenhagen      | Mira                                       | Mermaid Melody             | 11. November 2019         | 87         |
| 36    | Dalmatiner-Hundesport             | Dubrovnik       | Jerome, Dizzy                              | Dalmatian Doggercise       | 12. November 2019         | 88         |
| 37    | Ein Vogelhaus in Barcelona        | Barcelona       | Donnie, Jerome, Bello, Papa Wheels         | Barcelona Birdhouse        | 13. November 2019         | 89         |
| 38    | Der Kater im Karton               | Tokio           | Donnie, Paul                               | Cat In The Box             | 14. November 2019         | 90         |
| 39    | Die Ruhe vor dem Sturm            | Tonga           | Jerome, Donnie, Papa Wheels                | Weather or Not             | 15. November 2019         | 91         |
| 40    | Eine ganz besondere Lieferung (1) | Jeonju          | Paul, Chase, Neo                           | Very Special Delivery (1)  | 18. November 2019         | 92         |
| 41    | Eine ganz besondere Lieferung (2) | Antarktis       | Paul, Chase, Neo                           | Very Special Delivery (2)  | 18. November 2019         | 93         |
| 42    | Das große Ballett                 | Sibirien        | Dizzy, Jerome, Flip                        | Ballet Day                 | 28. Dezember 2019         | 94         |
| 43    | Der Hirte und seine Schafe        | Neuseeland      | Jerome, Flip                               | The Sheep Heap             | 28. Dezember 2019         | 95         |
| 44    | Dinos im Regen                    | Rumänien        | Donnie, Jerome, Flip, Papa Wheels          | Blockosaurus Park          | 28. Dezember 2019         | 96         |
| 45    | Das Kreisel-Chaos                 | Kolumbien       | Dizzy, Donnie                              | The Trouble With Trompos   | 28. Dezember 2019         | 97         |
| 46    | Gewirbelt und gefischt!           | Kambodscha      | Mira, Onkel Albert, Todd                   | Mangrove Mess              | 28. Dezember 2019         | 98         |
| 47    | Mit der Kutsche durch Rom         | Rom             | Jerome, Agent Chase                        | There’s No Place Like Rome | 28. Dezember 2019         | 99         |
| 48    | Das Kamel im Kostüm               | Doha            | Dizzy, Flip                                | Speed Hump                 | 28. Dezember 2019         | 100        |
| 49    | Jett, der Spion                   | Kapstadt        | Donnie, Roy, Agent Chase                   | The Spy Who Surprised Me   | 28. Dezember 2019         | 101        |
| 50    | Das große Gokart Rennen           | China           | Donnie, Papa Wheels, Flip                  | Great Wall of Go           | 28. Dezember 2019         | 102        |
| 51    | Der Hindernisparcours             | Istanbul        | Dizzy, Donnie, Paul, Big Wing, Papa Wheels | Trojan Course              | 28. Dezember 2019         | 103        |
| 52    | Loch Ness friert zu!              | Loch Ness       | Astra, Flip                                | Loch Ness on Ice           | 28. Dezember 2019         | 104        |

### Staffel 3
| Folge | deutscher Titel                  | Zielort                 | Super Wing                             | englischer Titel              | deutsche Erstausstrahlung | Laufnummer |
| 1     | Auf den Spuren der Wildpferde    | Patagonien              | Rettungshelfer (Dizzy, Zoey & Sparky)  | Wild Horse Heroes             | 09.03.2020                | 105        |
| 2     | Baumhaus in Gefahr               | Rocky Mountains         | Bauprofis (Donnie, Scoop & Remy)       | Treehouse Trouble             |                           | 106        |
| 3     | Mission auf dem Mond             | Kasachstan              | Weltraumflieger (Astra, Astro & Rover) | Baursaki Blast-Off            |                           | 107        |
| 4     | Der mutige Pilot                 | Florida                 | Wasserflitzer (Mira, Swampy & Willy)   | Lost In the Everglades        |                           | 108        |
| 5     | Das Gepäck ist weg!              | Amsterdam               | Polizeipatrouille (Paul, Kim & Bert)   | The Case of the Lost Suitcase |                           | 109        |
| 6     | Helden der heißen Quellen        | Nagano                  | Bauprofis                              | Hot Spring Helpers            |                           | 110        |
| 7     | Das Computervirus                | Busan                   | Weltraumflieger                        | Webcaster Disaster            |                           | 111        |
| 8     | Spaß auf den Philippinen         | Olango                  | Wasserflitzer                          | Fun in the Philippines        |                           | 112        |
| 9     | Die Entenpolizei                 | Battambang (Provinz)    | Polizeipatrouille                      | Duck Drama                    |                           | 113        |
| 10    | Rauf und runter                  | Trier                   | Bauprofis                              | Ups and downs                 |                           | 114        |
| 11    | Basketball im All                | Madrid                  | Weltraumflieger                        | Cosmic Slam Dunk              |                           | 115        |
| 12    | Jett, der Surfer                 | Gold Coast (Australien) | Wasserflitzer                          | Shark Surf Surprise           |                           | 116        |
| 13    | Das Riesenkäfer-Problem (Teil 1) | Paris                   | Rettungshelfer                         | Big Bug Problem (Part 1)      |                           | 117        |
| 14    | Das Riesenkäfer-Problem (Teil 2) | Paris                   | Rettungshelfer                         | Big Bug Problem (Part 2)      |                           | 118        |
| 15    | Die unterirdische Stadt          | Kappadokien             | Polizeipatrouille                      | Underground City              |                           | 119        |
| 16    | Der Damm der Biber               | Oslo & Geirangerfjord   | Bauprofis                              | Camp Fjord                    |                           | 120        |
| 17    | Trubel in Thailand               | Bangkok                 | Rettungshelfer                         | Maeklong Market Madness       |                           | 121        |
| 18    | Die größte Sandburg der Welt     | Le Mont-Saint-Michel    | Bauprofis                              | Sandcastle Superstar          |                           | 122        |
| 19    | Theater in China                 | Xi’an                   | Rettungshelfer                         | The Show Must Go On           |                           | 123        |
| 20    | Regenzeit in Kenia               | Kenia                   | Bauprofis                              | Backpack for Baraka           |                           | 124        |
| 21    | Galileas Sternbild               | Toskana                 | Weltraumflieger                        | Constellation Situation       |                           | 125        |
| 22    | Moskaus Metro                    | Moskau                  | Polizeipatrouille                      | Moscow Metro                  |                           | 126        |
| 23    | Die Geigerin von Budapest        | Budapest                | Rettungshelfer                         | Margaret Island Menagerie     |                           | 127        |
| 24    | Chaos am Imbisswagen             | Portland (Oregon)       | Rettungshelfer                         | Food Truck Ruckus             |                           | 128        |
| 25    | Mutig wie ein Löwe               | London                  | Polizeipatrouille                      | Olivia the Brave              |                           | 129        |
| 26    | Geburtstagsparty am Leuchtturm   | Kap Hoorn               | Polizeipatrouille                      | Seeing the Light              |                           | 130        |
| 27    | Welpen im Ballsaal               | England                 | Polizeipatrouille                      | Puppies at the Ball           |                           | 131        |
| 28    | Die Suche nach dem Mantarochen   | Palau                   | Wasserflitzer                          | Searching for a Manta Ray     |                           | 132        |
| 29    | Jett und die Fata Morgana        | Fès                     | Polizeipatrouille                      | Missing in Morocco            |                           | 133        |
| 30    | Königliche Kutschfahrt           | Neu-Delhi               | Bauprofis                              | Pajama Party                  |                           | 134        |
| 31    | Jett, das Stuntflugzeug (Teil 1) | Abu Dhabi               | Rettungshelfer                         | Abu Dhabi Thunder (Part 1)    |                           | 135        |
| 32    | Jett, das Stuntflugzeug (Teil 2) | Abu Dhabi               | Rettungshelfer                         | Abu Dhabi Thunder (Part 2)    |                           | 136        |
| 33    | Elefantöses Bauchweh             | Serengeti-Nationalpark  | Bauprofis                              | The Good Doctor               |                           | 137        |
| 34    | Abenteuer im Schnee              | Grindelwald             | Bauprofis                              | Big Swiss Clean Up            |                           | 138        |
| 35    | Hochzeit unter Wasser            | Mykonos                 | Wasserflitzer                          | Mykonos Marriage Magic        |                           | 139        |
| 36    | Klebriges Chaos in Kanada        | Gaspésie                | Bauprofis                              | Maple Syrup Surprise          |                           | 140        |
| 37    | Helfer für die Helfer            | Seoul & Weltflughafen   | Polizeipatrouille                      | Send in the Drones            |                           | 141        |
| 38    | Ein Wiedersehen im Weltall       | Atacama-Wüste           | Weltraumflieger                        | Eye on the Sky                |                           | 142        |
| 39    | Der Riesen-Burrito               | Guanajuato (Stadt)      | Rettungshelfer                         | A Bueno Burrito               |                           | 143        |
| 40    | Die Kiwi-Katastrophe             | Neuseeland              | Bauprofis                              | Kiwifruit Catastrophe         | 09.12.2020                | 144        |

## Auszeichnungen
| Jahr | Preis                          | Kategorie       | Resultat  |
| ---- | ------------------------------ | --------------- | --------- |
| 2016 | International Emmy Kids Awards | Kids: Preschool | Nominiert |
| 2019 | International Emmy Kids Awards | Kids: Preschool | Nominiert |